# 山手村
山手村（やまてそん）は、かつて岡山県の南部（都窪郡）にあった村である。現在は合併により総社市となり、旧村役場は総社市役所山手支所となっている。

## 地理
南部は山林となり北部は平地である。古代吉備王国の一部であったため、古墳が点在する。

## 沿革
- 1889年（明治22年） - 前年の1888年（明治21年）に制定された市制町村制により、窪屋郡西郡村・地頭片山村・岡谷村・宿村の4村が合併し山手村となる。
- 2005年（平成17年）3月22日 - 総社市、都窪郡清音村との対等合併により新・総社市となった。

## 教育
- 山手村立山手小学校
- 総社市外二箇村中学校組合立総社東中学校（総社市内）
  - 現在は共に総社市立。

## 交通
- 村内を走る鉄道路線はないが、倉敷駅または総社駅、東総社駅、清音駅などが最寄駅となる。
- 村内を走る高速道路はないが、山陽自動車道、倉敷ICに近い（車で約10分程度）
- 村内を走る一般国道 ： 国道429号
- 村内を走る県道：岡山県道270号清音真金線、岡山県道272号水別総社線